# De Grote Brander
De Grote Brander is een boerderij ten zuidwesten van het Overijsselse Okkenbroek met een geschiedenis die teruggaat tot in de middeleeuwen. Het huidige gebouw is een rijksmonument uit 1675 dat sinds 2009 door Pactum jeugd- en opvoedhulp als leerboerderij wordt gebruikt.

## Rijksmonument
Het rijksmonument omvat zowel de eigenlijke boerderij als de losse stal die ernaast staat. De eigenlijke boerderij is in oorsprong hoofdzakelijk een 18de-eeuwse hallenhuisboerderij met een asymmetrisch, dwars geplaatst woonhuis onder een rieten schilddak. Een bijzonder onderdeel is het karnhuis, een ronde aanbouw met een puntdak aan de zijkant achter het woongedeelte. Hierin liep een paard rondjes om de karnmolen aan te drijven. Naast schuifvensters met luiken en telkens acht kleine ruiten heeft het woonhuis ook een schuifvenster met twaalf ruiten en halfhoge luiken.
De losse stal staat een tiental meters verder evenwijdig aan de boerderij en heeft een rieten wolfsdak. Op het erf is ook nog een waterpomp. Naast de monumentale delen kent het erf verder nog twee minder oude bijgebouwen en een hooiberg.

## Oertbalding
Volgens een gewaardenlijst uit 1399 stond er op deze plaats een boerderij onder de naam Oertbalding. In 1675 brandde deze boerderij af: daarom was de pachter in dat jaar geen hoofdgeld en vuurstedengeld verschuldigd. De huidige boerderij bevat nog onderdelen die dateren van de herbouw na de brand

## Eigenaars en pachters
De Huisarmenstaat in Deventer verkocht de boerderij in 1737 aan Gijsbert van Groot Davelaar. In hetzelfde jaar droeg Essele Derks Brands, weduwe van pachter Wander Brands de pacht over aan hun zoon, Derk Wanders Brands.
Na de dood van Gijsbert van Groot Davelaar bleef zijn vrouw eigenaar en na haar dood verkochten de erfgenamen het erve 1775 aan Jenneke Lerink, de weduwe van Albert Holterman. Later was de Grote Brander eigendom van de familie Ten Hove, G. Rakhorst en Abraham Capadose. Tegenwoordig behoort de boerderij aan de Stichting IJssellandschap.
De laatste pachters waren aan het eind van de twintigste eeuw de familie Flierman. Als een gevolg van de schaalvergroting in de landbouw is IJssellandschap daarna een andere bestemming gaan zoeken. Sinds 2009 is de boerderij in gebruik bij Pactum jeugd- en opvoedhulp. Hiervoor zijn intern enkele bouwkundige aanpassingen uitgevoerd. Een tiental jongeren kunnen hier begeleid wonen en een opleiding combineren met werk op de boerderij.